# Iso-Vaivanen
Iso-Vaivanen är en ö i Finland. Den ligger i sjön Pielavesi och i kommunen Pielavesi i den ekonomiska regionen  Övre Savolax ekonomiska region  och landskapet Norra Savolax, i den centrala delen av landet, 400 km norr om huvudstaden Helsingfors. Öns area är 9,6 hektar och dess största längd är 0,6 kilometer i öst-västlig riktning.